# Jonas Šimkus
Jonas Šimkus (ur. 25 kwietnia 1873 w Sūrupis koło Telszów, zm. 4 czerwca 1944 w Majroniszkach koło Kowna) – litewski działacz społeczny i polityczny, profesor i pierwszy rektor Uniwersytetu Witolda Wielkiego w Kownie.

## Życiorys
Uczył się w gimnazjach w Telszach, Połądze, Szawlach i Lipawie. W 1900 roku ukończył chemię na Uniwersytecie Moskiewskim, w 1906 roku studiował farmację na Uniwersytecie w Genewie.
Od 1904 do 1905 roku wykładał na Uniwersytecie w Kazaniu, by w 1906 roku podjąć pracę jako docent na Uniwersytecie Moskiewskim, którą kontynuował do 1916 roku. Podczas pobytu w Rosji  działał w litewskich organizacjach społecznych i kulturalnych.
W 1918 roku wrócił na Litwę obejmując tekę ministra przemysłu i handlu w rządzie Mykolasa Sleževičiusa. Od 1921 do 1922 roku piastowął urząd ministra obrony narodowej.
W 1922 roku został profesorem na Uniwersytecie Litewskim w Kownie oraz jego pierwszym rektorem (1922–23), później stał na czele katedry chemii.
Angażował się w działalność społeczną i polityczną – od 1924 roku przewodził Litewsko-Łotewskiemu Towarzystwu Przyjaźni, w latach 1926–40 sprawował urząd konsula litewskiego w Norwegii.

## Dorobek naukowy
- "Cheminė technologija"
- "Kauno m. viešojo naudojimosi vandens sudėtis"
- "Darbo organizacija"
- "Darbo mokesnio teorijos bei sistemos ir darbo našumas"
- "Chemijos karas"
- "Kaučiukas, jo gamyba ir vartojimas"